# Tomasz Motyl
Tomasz Kazimierz Motyl (ur. 4 marca 1950) – polski profesor nauk weterynaryjnych w zakresie fizjologii zwierząt, lekarz weterynarii, nauczyciel akademicki.
Tomasz Motyl ukończył studia na SGGW w Warszawie w 1974. Stopień naukowy doktora uzyskał w 1978, doktora habilitowanego – w 1988. Tytuł profesora otrzymał w 1995. W swej pracy badawczej specjalizował się w fizjologii zwierząt, zwłaszcza w cytofizjologii. Opublikował ponad 200 prac naukowych w czasopismach o zasięgu międzynarodowym. Wypromował 20 doktorów nauk weterynaryjnych. Pełnił funkcję kierownika Katedry Nauk Fizjologicznych na  Wydziale Medycyny Weterynaryjnej SGGW w Warszawie. Był prodziekan ds. nauki tego wydziału. Był kierownikiem Stacjonarnego Studium Doktoranckiego. Był członkiem Senatu SGGW, a także Senackiej Komisji Nauki, Rady Wydziału Medycyny Weterynaryjnej, Rady Naukowej Instytutu Genetyki i Hodowli Zwierząt PAN oraz Komitetu Nauk Weterynaryjnych PAN.
Jest myśliwym, pełni funkcję prezesa koła łowieckiego „Puszczyk” w Warszawie, przewodniczącego Komisji Hodowlanej Warszawskiej Okręgowej Rady Łowieckiej oraz jest członkiem Klubu Kolekcjonera i Kultury Łowieckiej PZŁ. W środowisku akademickim i lekarsko-weterynaryjnym jest znany jako pejzażysta malujący pastelami. Swoje prace prezentował na kilku wystawach m.in. w Muzeum Rolnictwa w Ciechanowcu, Muzeum Podlaskim w Tykocinie, Muzeum SGGW, Galerii Elite Expeditions oraz Galerii „U Panien” w Piotrkowie Trybunalskim. Jest też autorem 2 książek beletrystycznych Szept ciągnącej słonki oraz Ze strzelbą i kredką, a także albumu-pamiętnika Pastelowe barwy przyrody.

## Odznaczenia i nagrody
- Krzyż Kawalerski Orderu Odrodzenia Polski (11 marca 2014)[5]
- Złoty Krzyż Zasługi
- Medal Komisji Edukacji Narodowej
- Złoty i Srebrny Medal Zasługi Łowieckiej
- Odznaka Honorowa „Za zasługi dla SGGW”
- liczne nagrody krajowe i zagraniczne